# 石原昌家
石原 昌家（いしはら まさいえ、1941年 - ）は、日本の社会学者。沖縄国際大学名誉教授。台湾出身。

## 経歴
1941年、台湾宜蘭市生まれ。1946年、米国軍政下の沖縄の首里北中城村に引き揚げ。1961年3月、沖縄県立首里高等学校卒業。1966年3月、大阪外国語大学西語科卒業。1970年3月、大阪市立大学大学院文学研究科（社会学専攻）修士課程修了。1970年4月、講師採用された国際大学を経て、1972年4月沖縄国際大学講師。1982年沖縄国際大学教授。2010年沖縄国際大学名誉教授。沖縄返還後は戦跡のガイドも務める。
主な社会的活動として全戦没者刻銘碑「平和の礎」元刻銘検討委員会座長、沖縄県平和祈念資料館元監修委員など歴任。1991年、「第三次家永教科書裁判」控訴審東京高裁で原告家永三郎側の証人として法廷で証言。
2022年1月31日に南西諸島の軍事化計画に反対する目的で設立された「ノーモア沖縄戦 命どぅ宝の会」の共同代表者となった。

## エピソード
次女が洗足学園音楽大学在学中の恩師が音楽家の寺島尚彦で、その縁で「さとうきび畑」が沖縄でも知られるようになった。

## 著書
- 『虐殺の島―皇軍と臣民の末路』（晩声社、1978年）
- 『うまんちゅぬすくぢから―アメリカのカイザー資本・琉球セメントと闘った民衆の記録』（晩声社、1979年）
- 『大密貿易の時代―占領初期沖縄の民衆生活』（晩声社、1982年）
- 『証言・沖縄戦―戦場の光景』（青木書店、1984年）
- 『郷友会社会──都市のなかのムラ』（ひるぎ社、1986年）
- 『沖縄県知事の代理署名拒否裁判―共に考え・行動した記録』（編纂、沖縄から平和を創る市民大学人の会、1999年）
- 『空白の沖縄社会史―戦果と密貿易の時代』（晩聲社、2000年）
- 『沖縄の旅・アブチラガマと轟の壕―国内が戦場になったとき』（集英社、2000年）
- 『争点・沖縄戦の記憶』（共著、社会評論社、2002年）
- 『オキナワを平和学する!』（共著、法律文化社、2005年）